# Siro
Siro（日语： Shiro，1983年3月6日—），日本插畫家、遊戲原畫、漫畫家。男性。B型血。出身於千葉縣，居住於埼玉縣所澤市。其筆名的由來是「容易記住」。其特點是柔和的插圖、淺色和柔和的觸感。

## 人物
他也以「WHITEPAPER」的社團名稱從事同人活動。妻子是漫畫家月瀨由梨乃。
戶外漫畫《前進吧！登山少女》在《Comic Earth Star》連載。
2017年8月2日，他在Twitter上宣布與妻子生下第一個女兒。

## 作品列表

### 漫畫
- 前進吧！登山少女（《Comic Earth Star》連載，2011年9月號—）
- （《Comic Flapper（日语：コミックフラッパー）》連載，2015年12月號—2017年7月號）
- 攝影，新手也可以嗎？（《YOUNG KING OURs》連載，2019年10月號—）

### 畫冊
- 《Siro畫集 -Segment-》（Flex Comix（日语：フレックスコミックス）出版，SB Creative發行）2007年10月初版 ISBN 978-4-7973-4477-6

### 遊戲原畫
- 交響樂之雨（工畫堂工作室，2004年）
- 羊之方舟（日语：羊の方舟）（工畫堂工作室，2005年）
- 夏日旋律（AcaciaSoft（日语：ストーンヘッズ），2007年。成人遊戲）
- 萌萌大戰爭☆攜帶版+（日语：萌え萌え大戦争☆げんだいばーん）

### 插畫
- 白人萠乃與世界危機（著：七月隆文，〈電擊文庫〉）
- 零與牧羊人（日语：羊の方舟）（著：西川真音，〈一迅社文庫〉）
- （著：森橋賓果（日语：森橋ビンゴ），〈女神文庫（日语：メガミ文庫）〉）
- 絕對女王喵大人（日语：絶対女王にゃー様）（著：J·豺狼（日语：J・さいろー），〈GAGAGA文庫〉）
- 放學後戀愛社！（著：美月鈴，〈電擊文庫〉）

### 其它
- 棍式海報（日语：スティックポスター） in 羽後町II[6]（「井出、蒲倉、蒐澤」插圖，秋田縣羽後町）
- 前進吧！登山少女—收集了登山少女插畫與登山照片的同人誌。2011年5月出版後，成為上述連載漫畫作品的基礎[4]。
- 慈善插圖繪本《Smile/Yell》[7]—東日本大地震相關插圖的投稿，密林社
- 合輯專輯中「。」和的CD封套插圖。
- 黃金拼圖Thank you!!（應援評論）[8]

## 相關項目
- 日本插畫家列表（日语：日本のイラストレーター一覧）

## 外部連結
- Siro的X（前Twitter） （日語）